# Katakalon
Katakalon (grec moderne : Κατακαλών), plus rarement Katakalos (Κατακαλός), est le nom d'une famille noble byzantine du Xe au XIIe siècle.

## Histoire
Le premier membre attesté de la famille est Léon Katakalon, qui a servi comme domestique des Scholes vers 900. Au XIe siècle, en raison de leurs mariages avec d'autres familles aristocratiques, ils portaient souvent des noms doubles, tandis qu'une branche de la famille a apparemment pris le nom Maurokatakalon ou Mavrokatakalon (Μαυροκατακαλών, « Katakalon noir »). La plupart des membres de la famille sont connus pour être des officiers militaires, comme Demetrios Katakalon, catépan de Paradounavon, ou le général Katakalôn Kékauménos. La famille est devenue particulièrement importante sous les empereurs Comnènes. Constantin Euphorbénos Katakalôn était l'un des généraux les plus importants d'Alexis Ier Comnène et son fils Nicéphore Katakalon (en) épousa la fille de l'empereur, Marie. Leurs fils ont aussi occupé des postes élevés. De même, Nicolas Maurokatakalon (el) et ses fils Marianos (el) et Grégoire étaient des commandants militaires de premier plan sous Alexis Ier. Après le XIIe siècle, la famille est tombée dans l'oubli.

## Grégoire
Grégoire (ou Gregorios) Mavrokatakalon est un général ou un catépan qui a pris part aux luttes de 1087-1090 d'Alexis Comnène. Il est possible qu'il résidait à Isaccea. Un de ses sceaux a été découvert à Oltina avant 2011.